# فولكر بارتش
فولكر بارتش، # (بالإنجليزية: Volker Bartsch)‏، (ولد عام 1953 في جوسلار) هو رسام ونحات ألماني.
درس فولكر بارتش النحت بين عامي 1973 و1979 في جامعة الفنون في برلين على يد هانس ناجل وجو لوناس، واختير في عام 1979 أفضل طالب بين زملائه. يعمل بارتش منذ عام 1981 في برلين كفنان حر، ولديه أتيليه خاص به منذ عام 1996 في فلدنبروخ قرب بوتسدام.
من أشهر أعماله، التمثال البرونزي (Perspektiven) في عام 2007 القائم أمام مبنى هنري فورد، في الجامعة الحرة في برلين، ويعتبر من أضخم التماثيل البرونزية في ألمانيا.